# Oswaldo Ramírez
Oswaldo Felipe Ramírez Salcedo (28 marca 1947) – piłkarz peruwiański noszący przydomek Cachito, napastnik. Wzrost 175 cm, waga 72 kg.
Urodzony w Limie Ramírez w 1966 roku został graczem klubu Sport Boys Callao, razem z którym wziął udział w turnieju Copa Libertadores 1967. Sport Boys zajął w grupie 3. miejsce i odpadł w fazie grupowej, a Ramírez zdobył dla swego klubu 4 bramki. W 1968 roku zdobył w lidze 26 bramek i zdobył koronę króla strzelców ligi peruwiańskiej. W 1969 Ramírez zdobył dwa historyczne gole w meczu z Argentyną na La Bombonera, które dały drużynie Peru awans do finałów mistrzostw świata 1970 roku w Meksyku, eliminując jednocześnie Argentynę. W 1970 roku został graczem klubu Universitario Lima.
Ramírez był w kadrze narodowej, którą kierował Didi, podczas finałów mistrzostw świata w 1970 roku. Zagrał w dwóch meczach - w przegranym 1:3 spotkaniu z RFN i w wygranym 3:0 meczu z Marokiem.
Jako gracz klubu Universitario Lima wziął udział w turnieju Copa Libertadores 1971. Klub Universitario w fazie grupowej spisał się rewelacyjnie, nie poniósł żadnej porażki i wygrał grupę zostawiając w tyle dwa argentyńskie kluby - Rosario Central i Boca Juniors. Ramírez zdobył dla swego klubu jedną bramkę. Na etapie półfinałów Universitario zajął ostatnie miejsce w grupie. Razem z Universitario zdobył w 1971 roku swój pierwszy tytuł mistrza Peru.
W następnym roku Universitario dotarł aż do finału turnieju Copa Libertadores 1972, gdzie w półfinale zostawił w tyle dwie urugwajskie potęgi - Club Nacional de Football i CA Peñarol. Ramírez zdobył dla klubu 6 bramek, w tym 3 w Montevideo w zremisowanym 3:3 meczu z Nacionalem. Dorobek tan dał mu tytuł króla strzelców turnieju.
W 1973 roku Ramírez wziął udział w eliminacjach do finałów mistrzostw świata w 1974 roku, gdzie zagrał w obu meczach z Chile. W 1974 razem z Universitario zdobył swój drugi tytuł mistrza Peru.
Ramírez razem z klubem Univeristario dotarł do półfinału turnieju Copa Libertadores 1975, zdobywając dla swego klubu 8 bramek, co dało mu drugi w jego karierze tytuł króla strzelców Pucharu Wyzwolicieli. Walkę o finał Universitario przegrał z chilijskim klubem Unión Española.
Jako gracz klubu Universitario był w składzie reprezentacji podczas turnieju Copa América 1975, gdzie Peru zdobyło tytuł mistrza Ameryki Południowej. Ramírez zagrał we wszystkich 9 meczach - dwóch z Chile, dwóch z Boliwią (w każdym zdobył po jednej bramce), dwóch z Brazylią i trzech finałowych z Kolumbią (w meczu w Limie zdobył bramkę). Zdobycie 3 bramek wystarczyło, by Ramírez został wicekrólem strzelców turnieju.
Po mistrzostwach kontynentu przeniósł się do Meksyku, gdzie do 1976 roku był graczem klubu Atlético Español Meksyk, zdobywając Puchar Mistrzów CONCACAF. W 1977 roku został graczem klubu Club Sporting Cristal, razem z którym wziął udział turnieju Copa Libertadores 1978. Klub odpadł już w fazie grupowej, a Ramírez zdobył dla swego klubu 3 bramki. W 1979 roku razem klubem Sporting Cristal zdobył tytuł mistrza Peru. Sukces ten powtórzył w 1980 roku, a dodatkowo jako zdobywca 18 goli został królem strzelców ligi peruwiańskiej.
W latach 1980–1981 Ramírez grał w Wenezueli, w klubie Galicia Caracas. Następnie wrócił do klubu Sporting Cristal i ostatni raz w swej karierze wziął udział w Pucharze Wyzwolicieli podczas turnieju Copa Libertadores 1981. Sporting Cristal odpadł już w fazie grupowej, a Ramírez zdobył dla swego klubu 3 bramki.
W 1982 roku zakończył karierę piłkarską jako piłkarz klubu Sporting Cristal. W meczach ligowych rozegrał łącznie 440 mecze i zdobył 224 bramki, a w klubowych rozgrywkach międzynarodowych rozegrał 56 meczów i zdobył 29 bramek. Jest jednym z najlepszych snajperów w dziejach turnieju Copa Libertadores - zdobył w tym turnieju 26 bramek, czyli najwięcej spośród piłkarzy peruwiańskich.
Od 7 kwietnia 1969 roku do 30 marca 1982 roku Ramírez rozegrał w reprezentacji Peru 57 meczów i zdobył 17 bramek. Zajmuje 5. miejsce wśród najlepszych strzelców reprezentacji Peru.
Po zakończeniu kariery został działaczem peruwiańskiej federacji piłkarskiej (Federación Peruana de Fútbol).